# موراي برودي
موراي برودي (بالإنجليزية: Murray Brodie)‏ (26 سبتمبر 1950 بغلاسكو في المملكة المتحدة - ) هو لاعب كرة قدم بريطاني في مركز الوسط. لعب مع ليستر سيتي ونادي ألدرشوت وBasingstoke Town F.C. ‏.

## وصلات خارجية
- موراي برودي على موقع قاعدة بيانات كرة القدم.إي يو (الإنجليزية)